# Транспорт Приштины

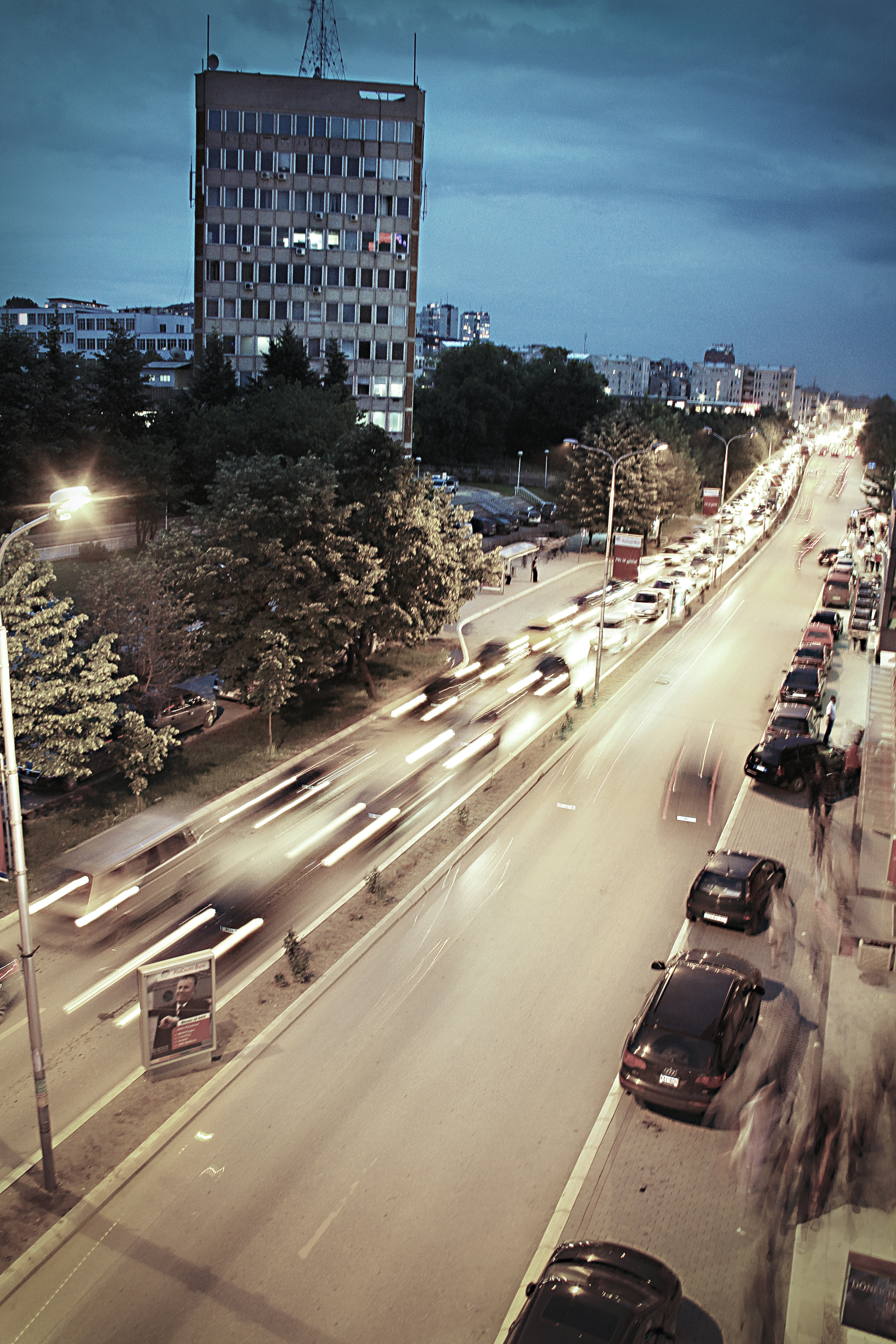
Улица Приштины

Приштина является крупным узлом автомобильных, железнодорожных и воздушных сетей в Косово. Автобусы, поезда и самолёты служат для поддержания высокого уровня транспортного сообщения между Приштиной и другими населёнными пунктами в регионе и за его пределами. По данным транспортной полиции, из 240 000 автомобилей, зарегистрированных в Республике Косово, около 100 000 автомобилей или 41 % из них приходится на Приштину.

## Дороги

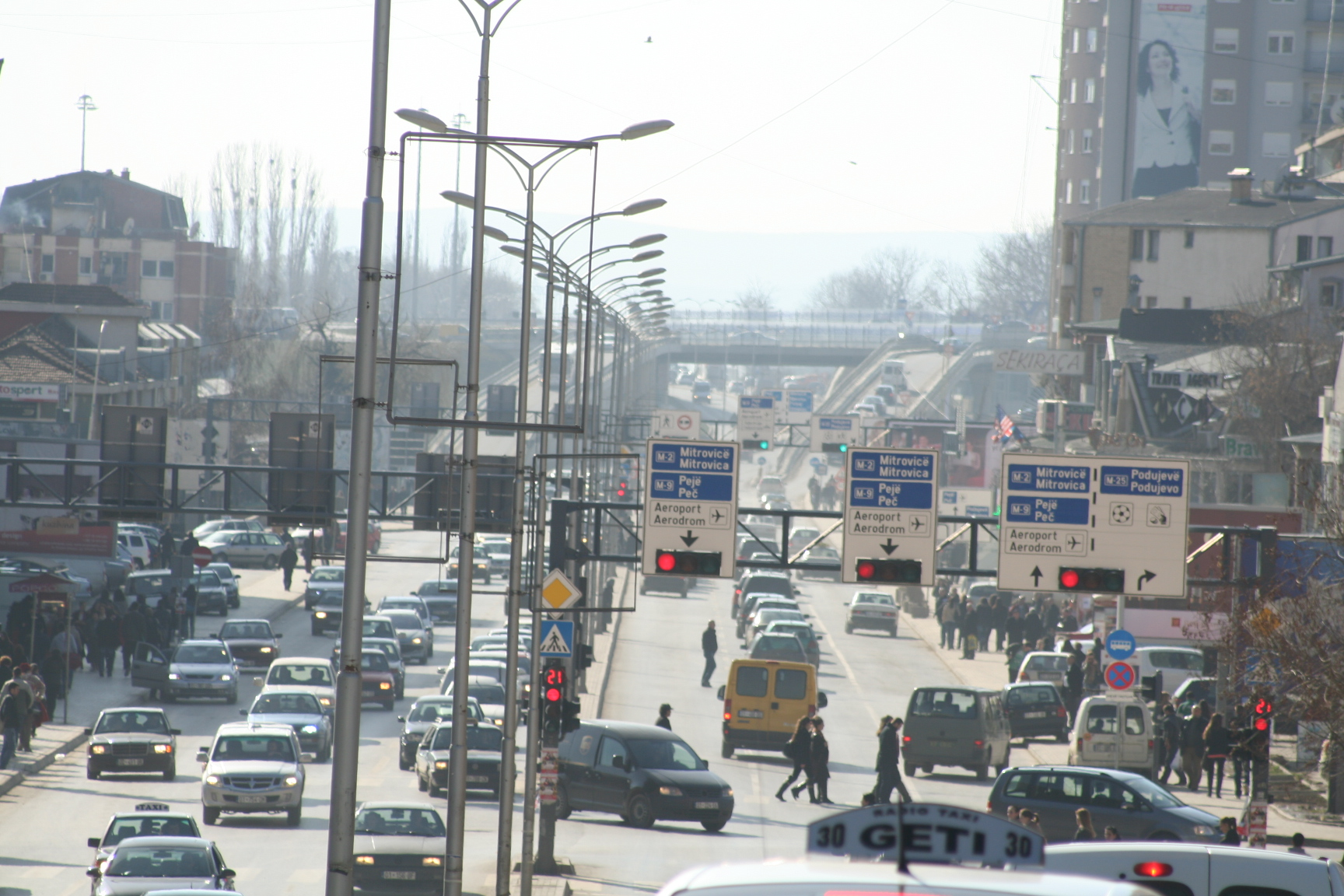
Днем в Приштине

Дороги в Приштине были в очень плохом состоянии после Косовской войны, и для исправления ситуации потребовались государственные инвестиции. Сейчас инфраструктура в Приштине находится в хорошем состоянии. Все дороги, соединяющие крупные сёла с центром города, заасфальтированы. Дороги, соединяющие Приштину с другими городами, являются основой транспортной сети Косово. Дорога M2 начинается с севера с Центральной Сербии, проходит через Приштину и достигает южной границы с Республикой Македонией. Южный конец этой дороги соединяет Приштину с Европейским коридором X. Дорога М25 идёт от города от Ниш через административную границу с Центральной Сербией, города Приштина, Призрен и заканчивается у границы с Албанией. Дорога М9 идёт от восточной административной границы с Центральной Сербией через Приштину и Печ до границы с Черногорией. Кольцевой маршрут вокруг города Приштина и лесопарка Гермиа должен будет улучшить транспортное сообщение сёл Мрамор, Лукаре и восточной части города.
Дорожные аварии в Приштине
Следующая Таблица показывает число аварий со смертельным исходом на дорогах Приштины с 2008 по 2011 год.
|             | 2008 | 2009 | 2010 | 2011 |
| ----------- | ---- | ---- | ---- | ---- |
| Смертельных | 1383 | 1628 | 1463 | 1545 |

## Аэропорты

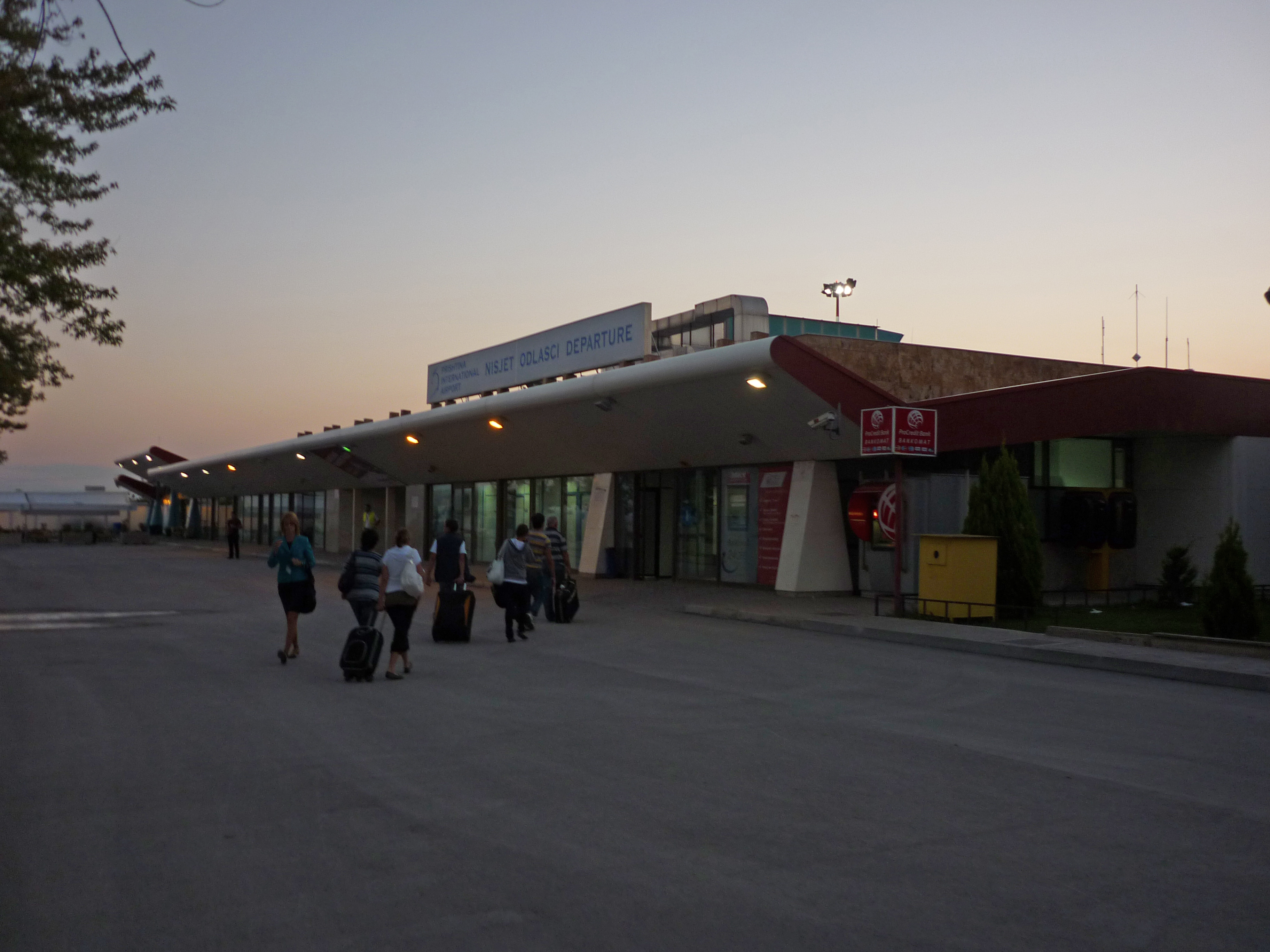
Международный Аэропорт «Слатина»

Приштина обслуживается одним аэропортом «Слатина», он находится примерно в 15 км в юго-западу от города. Благодаря современному терминалу, его пассажиропоток превышает миллион человек в год, и он считается самым загруженным аэропортом в регионе. В 2012 году он обслужил более 1,5 млн пассажиров, а в 2013 году количество пассажиров увеличилось более чем на 100 000. В аэропорту действовало 28 авиакомпаний на 33 направлениях в 16 стран, включая большинство европейских центров.

## Автобусы

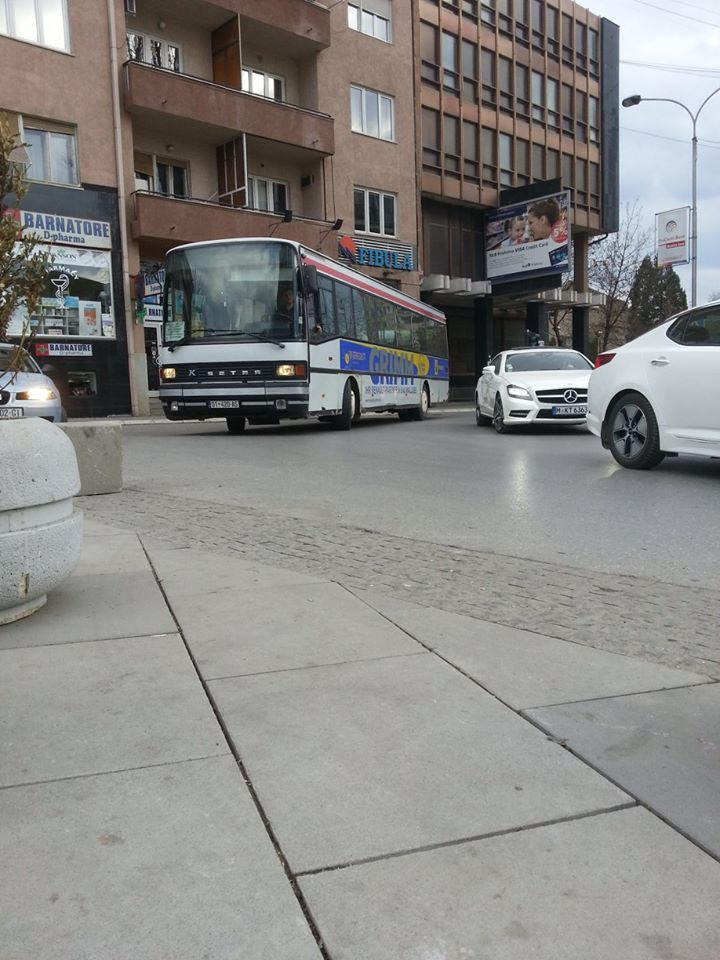
Автобус в Приштине

Приштинский автовокзал обслуживает всё Косово и ряд международных направлений. Главный автовокзал расположен в 2 км к юго-западу от города в районе бульвара Билла Клинтона.
Из городских автобусов администрации Приштины принадлежат только автобусные линии 4 и 3А. Другие линии обслуживают частные операторы.

## Такси

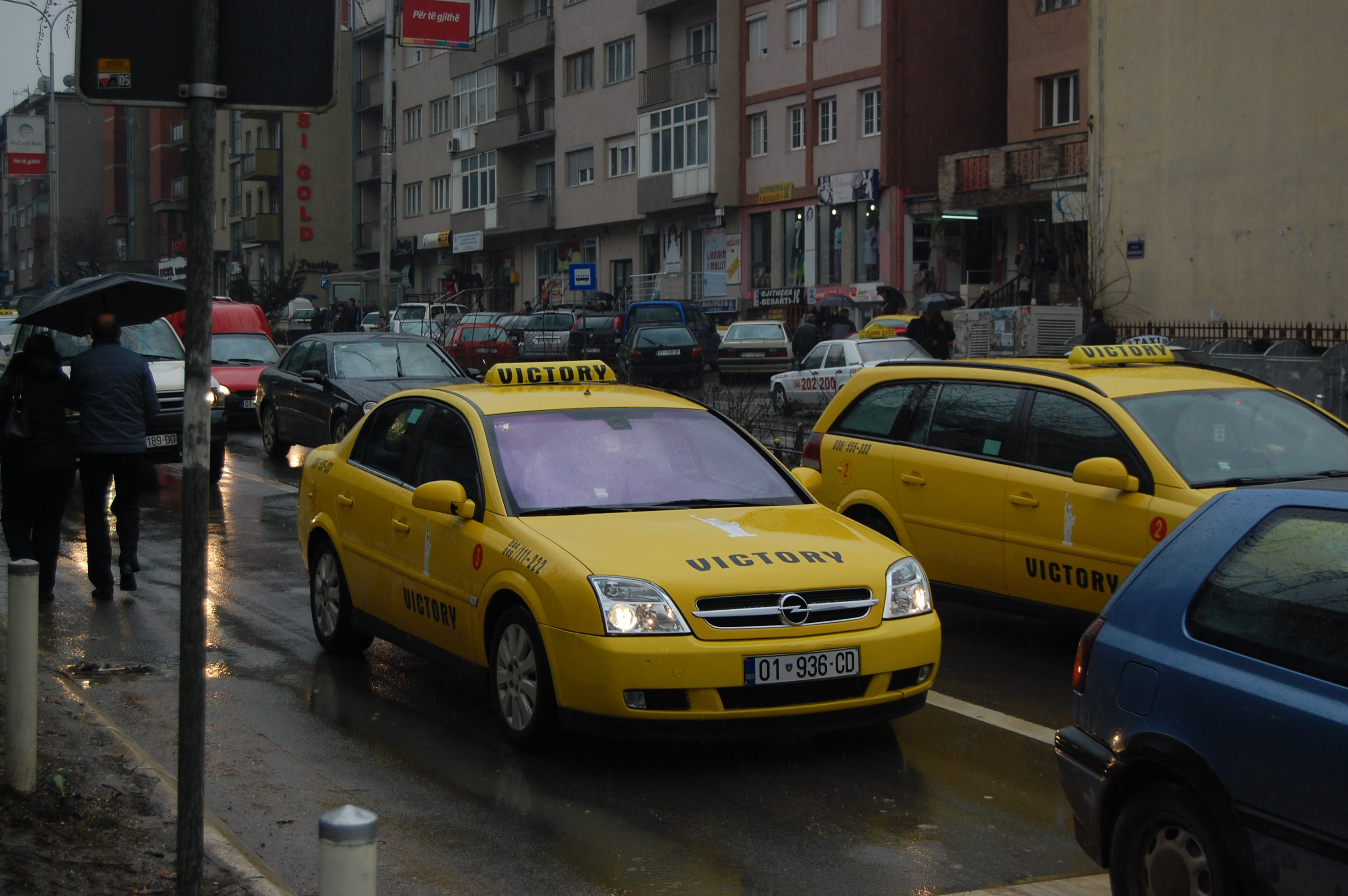
Такси в Приштине

Существует несколько операторов такси в Приштине с более или менее одинаковыми условиями. Первый километр стоит 1,5 евро, затем стоимость увеличивается на 0,6 евро за км. Как правило, в часы пик поездка из одного конца Приштины до другого не превышает 10 евро.

## Железнодорожный транспорт

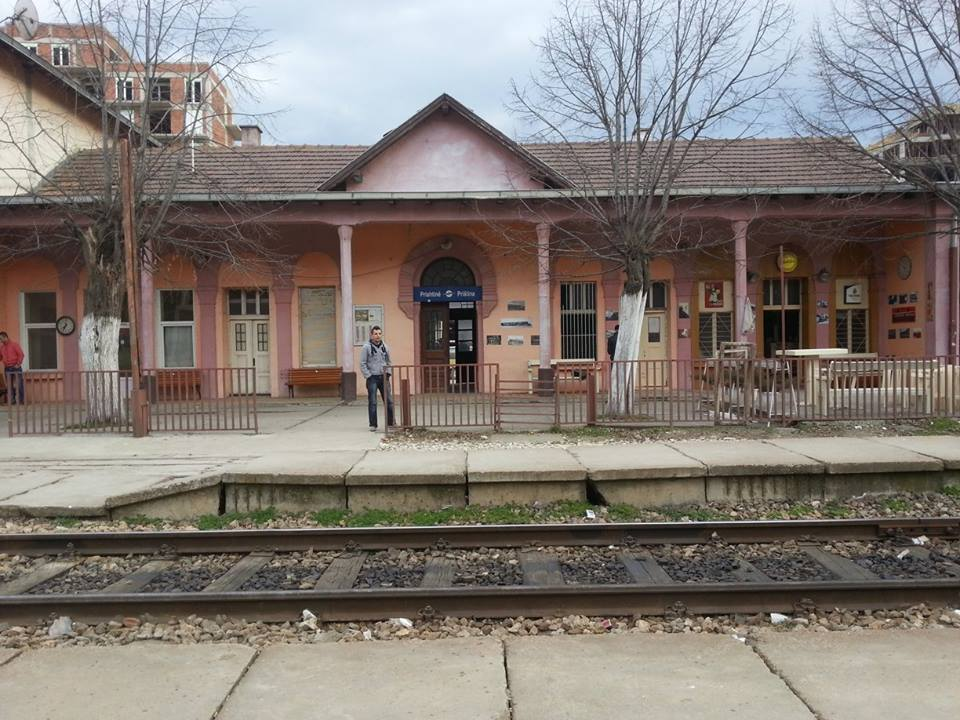
Железнодорожный вокзал Приштина

В промзоне западнее центральной части Приштины находится одноимённый железнодорожный вокзал. С него ежедневно ходят поезда в Скопье.